# Revolution Studios
Revolution Studios Distribution Company, LLC är ett amerikanskt film- och TV-bolag, som grundades år 2000 av Joe Roth. Även om studion grundades den 12 januari detta år, så var det först den 7 juni 2000 som studion antog namnet Revolution Studios. Den första filmen som lanserades via Revolution Studios var Tomcats (2001).
De flesta filmerna från Revolution Studios har varit samproduktioner med Columbia Pictures och har distribuerats genom Sony Pictures.

## Långfilmer (urval)
- 2001 – America's Sweethearts
- 2001 – Black Hawk Down
- 2001 – The Animal
- 2002 – Kärleken checkar in
- 2002 – Punch-Drunk Love
- 2002 – The New Guy
- 2002 – xXx
- 2003 – Anger Management
- 2003 – Brottsplats Hollywood
- 2003 – Dagispapporna
- 2003 – Darkness Falls
- 2003 – Gigli
- 2003 – Mona Lisas leende
- 2003 – Radio
- 2003 – Peter Pan
- 2003 – Tears of the Sun
- 2003 – The Missing
- 2004 – 13 snart 30
- 2004 – Alla hans ex
- 2004 – Hellboy
- 2004 – Julfritt
- 2004 – The Forgotten
- 2004 – White Chicks
- 2005 – Are We There Yet?
- 2005 – En dag i livet
- 2005 – Man of the House
- 2005 – Rent
- 2005 – The Fog
- 2005 – xXx 2 – The Next Level
- 2006 – Click
- 2006 – Freedomland
- 2006 – Rocky Balboa
- 2006 – The Benchwarmers
- 2006 – Zoom
- 2007 – Across the Universe
- 2007 – Are We Done Yet?
- 2007 – Kollopapporna
- 2007 – Next
- 2007 – Perfect Stranger
- 2007 – The Brothers Solomon